# Sơ sinh

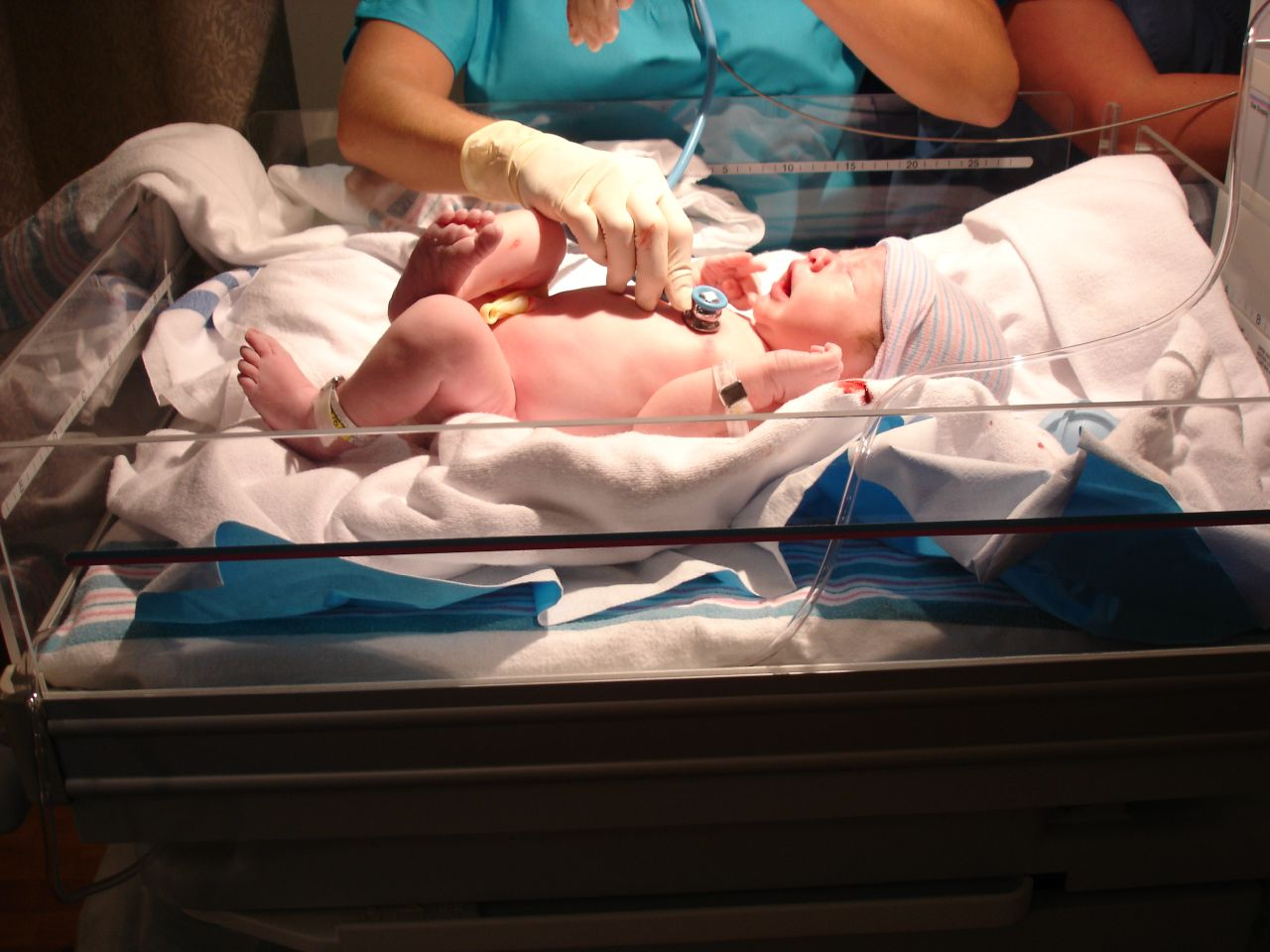
Bác sĩ đang chăm sóc trẻ sơ sinh sau ca mổ Cesar

Sơ sinh là một chuyên ngành của nhi khoa nhằm chăm sóc sức khỏe cho trẻ sơ sinh, đặc biệt là trẻ sơ sinh đẻ non hoặc trẻ sơ sinh bị bệnh. Đây là một chuyên ngành thường làm việc tại đơn vị chăm sóc tích cực trẻ sơ sinh (NICU) tại Bệnh viện. Bệnh nhân của các bác sĩ nhi sơ sinh là trẻ sơ sinh (dưới 28 ngày tuổi) bị bệnh hoặc cần chăm sóc y khoa đặc biệt do đẻ non, trọng lượng lúc sinh thấp, chậm phát triển trong tử cung, dị tật bẩm sinh, nhiễm trùng huyết hoặc ngạt lúc sinh.

## Lịch sử
Tỷ lệ tử vong cao ở trẻ sơ sinh được cộng đồng y tế Anh nhận ra ngay từ những năm 1860. Chăm sóc tích cực sơ sinh hiện đại gần đây tương đối tiến bộ. Năm 1898, Bác sĩ Joseph B. De Lee thiết lập một [lồng ấp] cho trẻ sơ sinh đẻ non đầu tiên tại Chicago, Illinois, Hoa Kỳ. Sách giáo khoa đầu tiên về đẻ non của Hoa Kỳ được xuất bản năm 1922. Năm 1952 Bác sĩ Virginia Apgar mô tả hệ thống thang điểm Apgar như là một phương tiện đánh giá tình trạng trẻ sơ sinh. Đơn vị chăm sóc tích cực sơ sinh (NICU) đầu tiên tại Hoa Kỳ được khánh thành năm 1965 tại New Haven, Connecticut và năm 1975 Hội Nhi Khoa Hoa Kỳ đã cấp Bằng về sơ sinh đầu tiên.
Năm 1960 sự xuất hiện máy thở cho sơ sinh đã mang lại bước tiến nhanh chóng trong chăm sóc trẻ sơ sinh. Điều này đã cho phép cứu sống cho trẻ sơ sinh ngày càng nhỏ hơn. Trong những năm 1980, sự phát triển của liệu pháp thay thế surfactant phổi đã cứu sống nhiều hơn nữa những trẻ sơ sinh cực non và giảm bệnh phổi mạn, một trong những biến chứng của trẻ đẻ non sống sót có thở máy. Năm 2006 các trẻ sơ sinh nhỏ đến 450 gram và chỉ mới 22 tuần tuổi thai có thêm cơ hội cứu sống. Tại những đơn vị chăm sóc tích cực trẻ sơ sinh hiện đại, những trẻ có cân nặng 1000 gram và chỉ 27 tuần tuổi thai có khoảng 90% cơ hội sống và đa số có phát triển thần kinh bình thường.

## Đào tạo
Bác sĩ sơ sinh là bác sĩ thực hành trong lĩnh vực sơ sinh. Để trở thành một bác sĩ sơ sinh, đầu tiên bác sĩ phải được đào tạo thành một bác sĩ Nhi khoa, sau đó được đào tạo thêm về sơ sinh (3 năm tại Hoa Kỳ).